# Раджабова Юлдуз
Юлдуз Шамшиддиновна Раджабова (род. 23 декабря 1989 г.) — узбекская актриса театра и кино. Получила известность после роли в фильме «Предатель». Награждена Медалью Славы Республики Узбекистан.

## Личная жизнь
Раджабова родилась 23 декабря 1989 года в городе Навои, Республики Узбекистан. Её мать — домохозяйка, отец — журналист, у неё есть брат. В детстве Раджабова интересовалась искусством и участвовала в танцевальном кружке при Дворце культуры имени Фархада в городе Навои. После окончания средней школы начала изучать иностранные языки с целью стать переводчиком. Но она не работала в этой сфере.

## Творческая деятельность
Позже училась в Узбекском Государственном Университете искусств и культуры. Юлдуз Раджабова начала свою творческую карьеру в театре этого вуза. Позже она стала известна благодаря участию в видеоклипах. Актриса дебютировала в 2013 году в короткометражном фильме Саида Мухторова «Хазан». За свою карьеру Юлдуз Раджабова снялась в таких фильмах, как «Турист» (2013), «Юрагимдасан» (2018), «Айгыз ертаги» (2016), «Максад» (2018), " Скорпион " (2018), «Ёлгон гирдоби» (2018) и в сериале « Мендирман Джалолиддин». Раджабова также является опытной актрисой театра-студии «Дийдор». Юлдуз Раджабова воплощает образ Кутлибеки в сериале «Мендирман Джалолиддин», снятом совместно с турецкими кинематографистами. Она также снялась в номинированном на Оскар (кинопремия) фильме «Две тысячи песен Фариды».
. Юлдуз Раджабова так-же снялась в Российско-Узбекском фильме Позывной «Барон»

## Фильмография
Ниже в хронологическом порядке-упорядоченный список фильмов в которых Юлдуз Раджабова появилась
| Год  | Русское название          | Роль               | Оригинальное название            |
| ---- | ------------------------- | ------------------ | -------------------------------- |
| 2013 | «Листопад»                | Юлдуз              | «Hazon»                          |
| 2013 | «Турист»                  | Рухшона            | «Turist»                         |
| 2014 | «Любовь-это рай»          | Райхон             | «Sevgi balki bu Jannat»          |
| 2014 | «Удар»                    | Марьям             | «Zarb»                           |
| 2015 | «Любовь это рай-2»        | Райхон             | «Sevgi balki bu Jannat-2»        |
| 2015 | «Под дождем»              | Нилуфар            | «Yomg’ir ostida»                 |
| 2015 | «Предатель»               | Сожида             | «Sotqin»                         |
| 2016 | «Принцесса пустыни»       | Ойкиз              | «Oyqiz ertagi»                   |
| 2016 | «Вирус»                   | Лола               | «Virus»                          |
| 2017 | «Напарник»                | Муниса             | «Hamroh»                         |
| 2017 | «Папа болен»              | Покиза             | «Dadam betob»                    |
| 2018 | «Ты в моем сердце»        | Зилола             | «Yuragimdasan»                   |
| 2018 | «Скорпион»                | Кэтрин Траммел     | «Scorpion»                       |
| 2018 | «Водоворот лжи»           | Нигина             | «Yolg’on girdobi»                |
| 2018 | «Цель»                    | Лейтенант Сабирова | «Maqsad»                         |
| 2019 | «Я — Джалолиддин»         | Кутлибека          | «Mendirman Jaloliddin»           |
| 2020 | Позывной «Барон 2»        | Наргиз             | «Baron 2»                        |
| 2021 | «Две тысячи песен Фариды» | Робия              | «Faridaning ikki ming qoʻshigʻi» |
| 2024 | «Основание: Осман»        | Элчим Хатун        | «Kuruluş Osman»                  |

## Клипы
| год  | Артист                            | Название песни          |
| ---- | --------------------------------- | ----------------------- |
| 2011 | Группа Уммон                      | «Йук»                   |
| 2013 | Группа Беном                      | «Хазон»                 |
| 2013 | Анвар Санаев                      | «Сизни сизлаб»          |
| 2013 | Рахматуллаев, Улугбек Ибрагимович | «Омадим келмади»        |
| 2014 | Рахматуллаев, Улугбек Ибрагимович | «Севги балки бу жаннат» |
| 2016 | Группа Манго                      | «Дард»                  |
| 2014 | Ботир Яминов                      | «Гулим»                 |
| 2015 | Группа Радио                      | «Масхарабоз»            |
| 2015 | Сардор Исроилов                   | «Кетма»                 |
| 2016 | Лола                              | «Яраланган канот»       |
| 2017 | Сардор Рахимхон                   | «Бибихоним»             |
| 2017 | Фаррух Комилов                    | «Хайёра»                |
| 2017 | Фаррух Комилов                    | «Хар кадам»             |
| 2017 | ШохИжахон Жураев                  | «Истадингму»            |
| 2018 | Шахзода                           | «Алдаган сен»           |
| 2017 | Санжар Халиков                    | «Лолалар»               |
| 2019 | Дилдора Ниёзова                   | «Юрагим»                |
| 2019 | Санжар Халиков                    | «Энди йук»              |
| 2022 | Рахматуллаев, Улугбек Ибрагимович | «Севмаганимда»          |